# Rüderswil
Rüderswil (toponimo tedesco) è un comune svizzero di 2 363 abitanti del Canton Berna, nella regione dell'Emmental-Alta Argovia (circondario dell'Emmental).

## Storia
Nel 1889 la località di Wittenbach, fino ad allora frazione di Rüderswil, fu assegnata a Lauperswil; nel 1894 quella di Häleschwand, anch'essa fino ad allora frazione di Rüderswil, fu assegnata a Signau.

## Monumenti e luoghi d'interesse

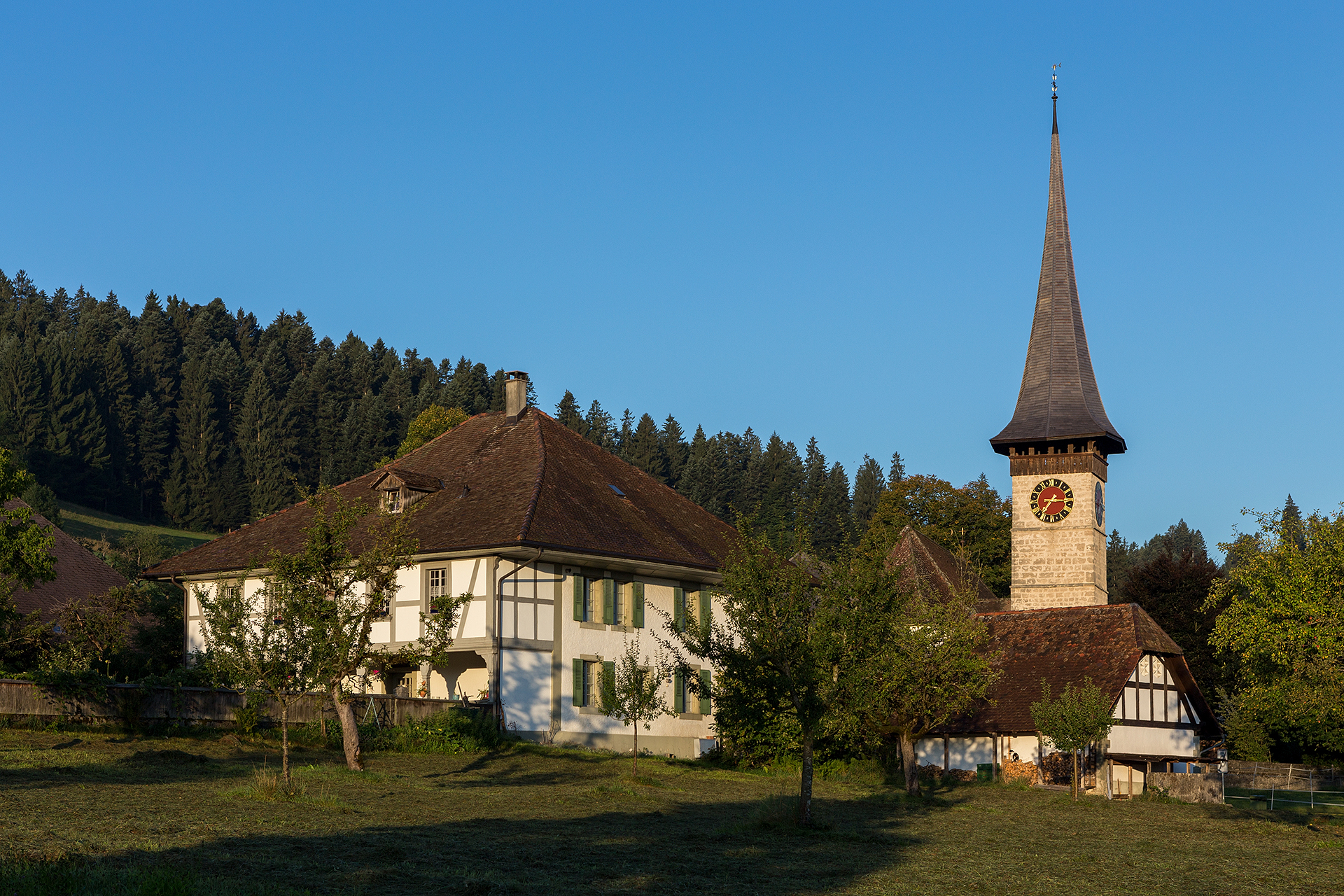
La chiesa riformata

- Chiesa riformata, attestata dal 1275 e ricostruita nel XIV-XV secolo e nel 1931[1].

## Società

### Evoluzione demografica
L'evoluzione demografica è riportata nella seguente tabella:
Abitanti censiti

## Infrastrutture e trasporti
Rüderswil è servito dalla stazione di Zollbrück sulla ferrovia Emmentalbahn.

## Amministrazione
Ogni famiglia originaria del luogo fa parte del cosiddetto comune patriziale e ha la responsabilità della manutenzione di ogni bene ricadente all'interno dei confini del comune.